# Blink by Groupon
Blink by Groupon es una aplicación móvil de reservas hoteleras de último minuto que opera en toda Europa y está disponible para dispositivos iPhone y Android . 
La aplicación ofrece alojamientos en más de 200 ciudades europeas de 8 países diferentes.

## Historia
A finales de 2011, Rebeca Minguela junto con un grupo de emprendedores españoles de entre 26 y 35 años con experiencia en consultoría estratégica de negocio, ingeniería de telecomunicaciones, banca de inversión, gestión de capital privado y start-ups tecnológicas, decidió apostar por las nuevas tecnologías para satisfacer la necesidad de los hoteles premium de llegar al “cliente last minute”.A principios de septiembre de 2013, Blink fue adquirida por Groupon, rebautizándose como “Blink by Groupon”.
El principal objetivo de Blink by Groupon es facilitar al máximo la gestión de reservas hoteleras desde plataformas móviles.

## Países en los que opera
Países en los que actualmente está presente Blink by Groupon: España, Portugal, Francia, Italia, Alemania, Reino Unido, Irlanda y Holanda.

## Premios
En el año 2012, Blink recibe en Londres el premio especial 'Travel Pioneer of the Year' por su innovación, durante la gala de premios 'Travolution Awards 2012'.
Más tarde, en 2013, la versión “chica de la curva” de su spot televisivo lograría un “Sol de bronce” en el Festival de Publicidad Iberoamericana (FIAP) .
Durante la 5ª edición de la competición BBVA Open Talent, enfocado a la innovación para startups, Blink consigue meterse entre los 20 proyectos finalistas.